# NGC 315
NGC 315 è una galassia ellittica situata nella costellazione dei Pesci.
Fu scoperta l'11 settembre 1784 da William Herschel.